# Hornopirén
Hornopirén (původně Río Negro – Hornopirén) je malé město na jihu Chile. Leží v regionu Los Lagos, 109 kilometrů jižně od města Puerto Montt po silnici Carretera Austral. Je hlavním městem obce Hualaihué (jde o jedno z mála hlavních měst chilských obcí, které nemají stejný název jako obec). Severně od města se nachází stejnojmenný vulkán, který je součástí národního parku téhož jména. Z Hornopirénu dál na jih jezdí trajekty do Calety Gonzalo, kde pokračuje Carretera Austral.